# Siebera haplosciadia
Siebera haplosciadia är en flockblommig växtart som beskrevs av George Bentham. Siebera haplosciadia ingår i släktet Siebera och familjen flockblommiga växter. Inga underarter finns listade i Catalogue of Life.